# Ulbra Esportes
A Ulbra Esportes foi criada em 26 de janeiro de 1998, com o objetivo de promover o esporte na cidade de Canoas, revelar grandes atletas e para divulgar a marca ULBRA. A universidade possui departamentos de futebol, vôlei, futsal, atletismo e ginástica de trampolim e outros. No futsal a Ulbra é muito conhecida tendo conquistado três mundiais, foi um fato marcante para o futsal canoense, gaúcho e brasileiro. A ginástica de trampolim foi destacada pela participação de um atleta representando o Brasil nos Jogos Pan-americanos de 2007, mas acabaram não conquistando nenhuma medalha. Em maio de 2009, em crise financeira, a Ulbra anunciou o fim do esporte profissional por ela mantido, incluindo o futebol, o futsal e o basquete.

## Modalidades

### Basquete
O basquete da Ulbra surge em 1997. No ano da sua fundação, a equipe conquistou o título do Campeonato Gaúcho de Basquete em parceria com a SOGIPA. Em 1999 participou pela primeira vez do Campeonato Nacional de Basquete. Depois de passar por Porto Alegre, a Ulbra Basquete foi para Torres. O time ainda disputou as edições de 2003 a 2006 do Nacional. Em 2007, a Ulbra fechou uma parceria com a Associação São Bernardo. Como Ulbra/São Bernardo, foi campeão do Torneio Novo Milênio de 2007 e vice-campeão do Campeonato Paulista de 2007. A parceria com o clube do ABC paulista teve fim no início de 2008. Então, a Ulbra se uniu ao tradicional Rio Claro Basquete para as competições daquele ano. Como Ulbra/Rio Claro, disputou o Nacional e o Paulista. Após o fim do estadual, em janeiro de 2009, a parceria teve fim e, meses mais tarde, a Ulbra decretou o encerramento da modalidade.

## Títulos
Atletismo
- 3º lugar (Medalha de Bronze) Jogos Pan-americanos em Santo Domingo com Christiane Ritz
- 3º lugar geral no Troféu Brasil (2005, 2006 e 2007)
- Bicampeão do GP Sul-americano/Torneio Internacional Darwin Piñeyrua – Uruguai
- Heptacampeão Gaúcho Masculino e feminino (2000, 2001, 2002, 2003, 2004, 2005 e 2006)

Basquete
- Hexacampeão Gaúcho (1997, 1998, 2002, 2003, 2004 e 2005)
- Copa Brasil Sul (1998)
- Campeão da Copa NLB (2006)
- Campeão do Torneio Novo Milênio (2007) (em parceria com a Associação São Bernardo)
- Campeão do Torneio Encestando una Sonrisa (2008) (em parceria com o Rio Claro Basquete)

Futsal
- Campeão Liga Nacional Inter/ULBRA (1996)
- Tricampeão Liga Nacional (1998, 2002 e 2003)
- Campeão Liga Mundial Inter/ULBRA (1997)
- Bicampeão Copa Intercontinental (1999 e 2001)
- Bicampeão Gaúcho (2001 e 2003)
- Campeão da Taça Brasil de Clubes Sub-20 (2004)

Ginástica
- Pentacampeã Gaúcha de Trampolim Acrobático (2001, 2002, 2003, 2005 e 2006)
- Campeão brasileiro (2006)

Handebol
- Tetracampeão Copa Mercosul (1996, 1998, 1999 e 2001)
- Heptacampeão Gaúcho (1997, 1998, 1999, 2000, 2001, 2002 e 2003)
- Campeão Liga Nacional (1998)
- Bicampeão Sul-americano de Clubes (1998 e 1999)

Judô
- Campeãs Brasileiras Universitárias (2002)
- Campeãs Brasileiras Região Sul (2002)
- Campeão Sul-americano Adulto (2007)
- Bronze Campeonato Mundial Júnior (2006)
- Bicampeã Pan-americana Júnior (2005 e 2006)

Tênis
- Circuito Gaúcho de Escolinha (2001/2002)
- Campeão Gaúcho com Vinícius Chaparro (2003)

Vôlei
- Eneacampeão do Estadual Adulto (1995, 1996, 1998, 1999, 2000, 2001, 2002, 2003 e 2006)
- Tricampeão Superliga (1997/1998, 1998/1999, 2002/2003)
- Campeão Paulista (2003)

Halterofilismo
com o atleta Carlos Artur da Rosa 
- 2006 – Campeão Mundial
- 2007 – Bicampeão Brasileiro